# Tayanna
Tetiana Mykhailivna Reshetniak (em ucraniano:  Тетяна Михайлівна Решетняк; Tchernivtsi, 29 de setembro de 1984), mais conhecida por seu nome artístico Tayanna, é uma cantora premiada, atriz e compositora ucraniana.

## Biografia

### Vida pregressa
Reshetniak nasceu na cidade de Tchernivtsi. Aos 8 anos, seus pais a incentivaram a ir para uma escola de música, na aula de acordeon, mas ela abandonou a escola cerca de um ano depois. Treze anos depois, Tatiana começou a estudar canto, primeiro em conjunto, e depois teve aulas individuais. Em 2001, durante uma visita a Lviv, Tatyana teve a oportunidade de se apresentar como conjunto antes da aparição do Papa João Paulo II. O primeiro evento significativo para ela foi uma viagem a Skadovsk para o festival dos Jogos do Mar Negro, onde conquistou o terceiro lugar. Tatyana tem três irmãos, dois gêmeos que são confeiteiros, um deles trabalhando também como cantor, e Misha Marvin que é cantor e muito conhecido na Ucrânia. Seus pais são Natalia e Mikhail. Quando Tatyana tinha 18 anos, ela se casou com o famoso produtor Dmitry Klimashenko.

### 2008–2011: Hot Chocolate
Em 2008, Tatyana tornou-se membro do girl group Hot Chocolate (Горячий Шоколад). Três anos depois, ela decidiu terminar seu relacionamento com Dmitry Klimashenko. Dmitry não aceitou a decisão dela e eliminou Tatyana da girl band obrigando-a a pagar US$ 50 mil.

### 2014–2016: The Voice of Ukraine
Em 2014, Reshetniak participou da quarta temporada do The Voice of Ukraine (Голос країни), mas nenhum dos treinadores virou a cadeira. No verão do mesmo ano, ela lançou seu videoclipe para a música "Znayu i veryu" (Знаю и верю). Em 2015, voltou ao The Voice of the Ukraine, onde fez todos os treinadores virarem as cadeiras nas edições cegas, interpretando a tradicional canção ucraniana "Kray miy ridnyy kray" (Край мій рідний край). Reshetniak escolheu Potap como seu treinador e chegou até o último show da quinta temporada, onde conquistou o segundo lugar perdendo para Anton Kopitin na superfinal.

### 2017–presente
Em 2017, Tayanna competiu na seleção nacional ucraniana Vidbir 2017 para o Eurovision Song Contest 2017 com a música "I Love You". Apesar de ter obtido o mesmo número de pontos no total com O. Torvald em primeiro lugar, ela não conseguiu pontos suficientes por televoto e, portanto, não conseguiu representar a Ucrânia no Eurovision 2017.
Em 17 de novembro de 2017, ela lançou seu segundo álbum Trymay mene (Тримай мене), em colaboração com o produtor Alan Badoev. O álbum consistia em sete faixas em ucraniano. Em dezembro de 2017, Tayanna com a música "Skoda" (Шкода) se apresentou no programa anual de música ucraniana M1 Music Awards 2017 e ganhou o prêmio Proryv (Прорив року) do ano.
Em fevereiro de 2018, Tayanna participou do Vidbir 2018 com a música "Lelya" (Леля) fazendo sua segunda tentativa de representar a Ucrânia no Festival Eurovisão da Canção. Apesar de ser favorita à vitória, acabou ficando na 2ª colocação perdendo por apenas um ponto para Mélovin.
Na primavera de 2018, ela fez sua turnê na Ucrânia. No dia 19 de maio de 2018, foi convidada a assistir à cerimónia dos Golden Firebird Awards, onde recebeu as estatuetas de Clip do Ano e Cantora do Ano. Em 10 de dezembro, ela foi convidada especial no Prêmio Mulher do Terceiro Milênio, onde apresentou seu novo single "Fantastychna zhinka" (Фантастична жінка) e recebeu o prêmio na indicação Rating.
Em novembro de 2018, Tayanna afirmou que tentaria novamente representar a Ucrânia no Festival Eurovisão da Canção. Em 10 de janeiro de 2019, ela se classificou para as semifinais do Vidbir 2019 com a música "Ochi" ("Eyes"). Em 22 de janeiro, Tayanna anunciou por meio de suas contas nas redes sociais que se recusava a continuar na seleção ucraniana. Em 8 de fevereiro, ela lançou sua canção que iria disputar a seleção nacional, para representar a Ucrânia no Festival Eurovisão da Canção 2019, em Tel Aviv, Israel.
Em maio de 2021, ela foi anunciada como a porta-voz ucraniana do Eurovision Song Contest 2021, lendo os pontos do júri do país na final.

## Discografia

### Álbuns de estúdio
- 9 песен из жизни (9 canções da vida) (2016)
- Тримай мене (Segure-me) (2017)

### EPs
- TAYANNA. Портреты (Retratos) (2016)

### Singles
- "Я или она" ("Eu ou ela") com Lavika (2014)
- "Только Ты" ("Only You") (2014)
- "Самолёты" ("Aviões") (2014)
- "Обними" ("Abraço") (2014)
- "Любви больше нет" ("Não há mais amor") (2014)
- "Знаю и верю" ("Eu sei e acredito") (2014)
- "Забудь" ("Esquecer") (2014)
- "Если ты ждёшь" ("Se você está esperando") (2014)
- "Дышим" ("Respire") (2014)
- "Pretty Lie" com Lavika (2014)
- "Eu sou o único" (2014)
- "A!" ("Sim") (2015)
- "9 жизней" ("9 vidas") (2015)
- "Осень" ("Outono") (2016)
- "Eu te amo" (2017)
- "Шкода" ("É uma pena") (2017)
- "Квітка" ("Flor") (2017)
- "Леля" ("Lelya") (2018)
- "Фантастична жiнка" ("Mulher fantástica") (2018)
- "Очі" ("Olhos") (2019)
- "Як плакала вона" ("Como ela chorou") (2019)
- "Мурашки" ("Assustador") (2019)
- "Ейфорія" ("Euforia") (2020)
- "Жіноча cила" ("Força feminina") (2020)
- "Плачу і сміюся" ("Eu choro e rio") (2020)
- "Вийди на свiтло" ("Venha para a luz") (2020)
- "100 днiв" ("100 dias") (2020)